# Kelly Knight Craft
Pour les articles homonymes, voir Knight et Craft.
Kelly Knight Craft, née Guilfoil le 24 février 1962 à Lexington (Kentucky), est une femme d'affaires et diplomate américaine. Membre du Parti républicain, elle est ambassadrice des États-Unis au Canada de 2017 à 2019, puis auprès des Nations unies de 2019 à 2021.

## Biographie

### Famille et études
Fille d'un vétérinaire, Bobby Guilfoil, mari de Sherry Dale Guilfoil, son père est un militant du Parti démocrate qui préside le comité du parti pour le comté de Barren (Kentucky). Elle grandit à Glasgow dans le Kentucky, étudiant à la Glasgow High School jusqu'en 1980. Elle est diplômée d'un baccalauréat universitaire ès lettres de l'université du Kentucky en 1984.
Elle finance plusieurs candidats américains lors d'élections, notamment George W. Bush pour l'élection présidentielle de 2004, qui l'emporte et la nomme déléguée suppléante aux Nations unies en 2007. En 2016, avec son mari Joe Craft, qui fait fortune dans l'industrie du charbon, elle fait don de plusieurs millions de dollars à différents candidats pour les primaires présidentielles du Parti républicain (pour lesquelles elle est déléguée du parti pour le Kentucky), notamment en faveur de Marco Rubio, avant de donner deux millions de dollars à Donald Trump.
Membre du conseil d'administration de l'université du Kentucky, elle dirige Kelly G. Knight LLC, une société de conseil en affaires basée à Lexington.

### Ambassadrice au Canada

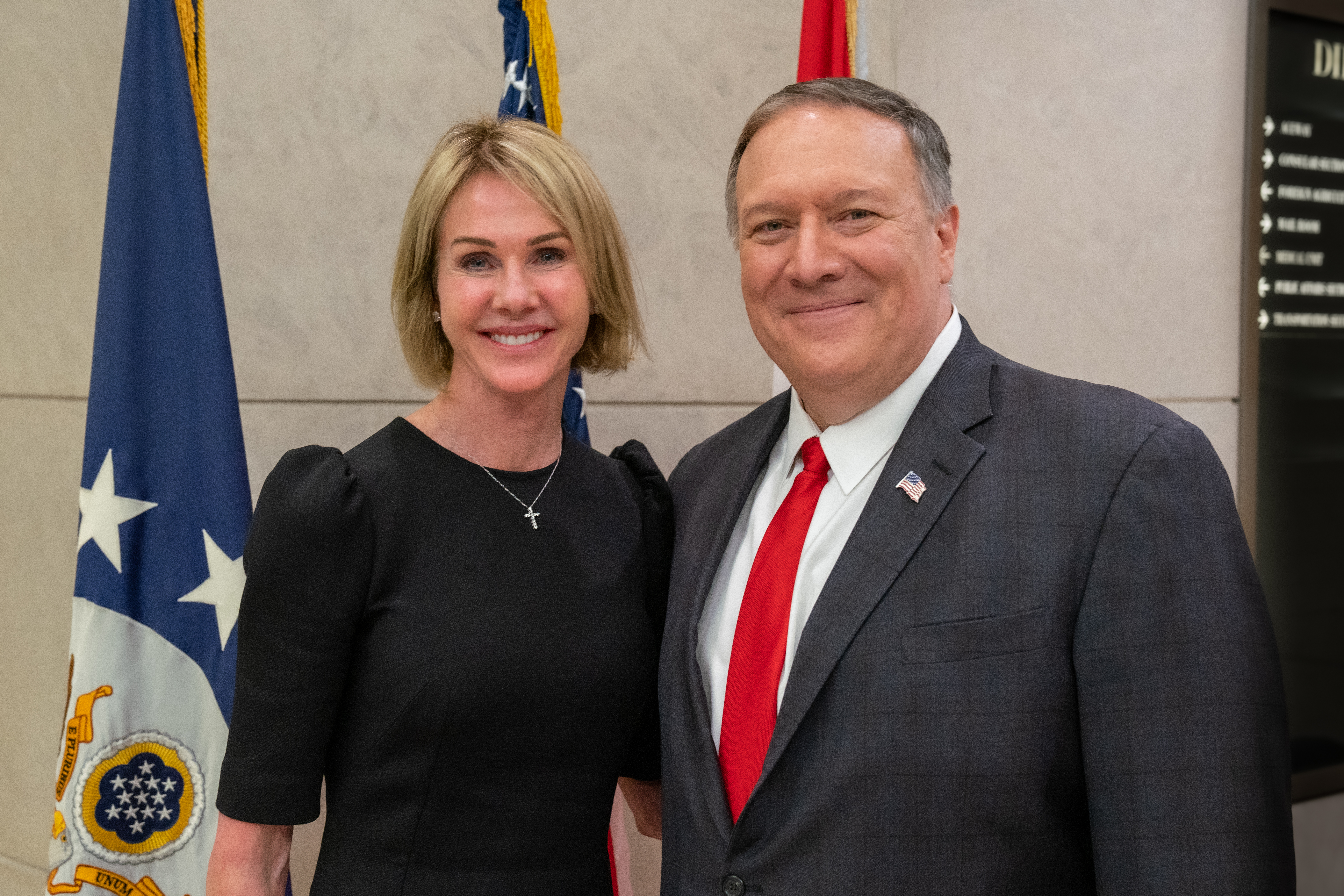
Kelly Knight Craft avec le secrétaire d'État Mike Pompeo à Ottawa en 2019.

Le 23 octobre 2017, elle devient ambassadrice des États-Unis au Canada, nommée par le président Trump. Elle est la première femme à accéder à ce poste,,. Après sa prise de fonction, elle déclare lors d'un entretien au sujet du changement climatique croire aux « deux côtés de la science »,.
À ce poste, elle se fait remarquer pour « ses absences nombreuses, son peu d'entrain pour les réceptions diplomatiques, et ses quarante-trois voyages en jet privé » note Le Figaro. Kelly Knight Craft affirme pour sa part que ses absences étaient dues aux négociations alors en cours de l'Accord Canada–États-Unis–Mexique (ACEUM) et qu'elle payait elle-même ses déplacements en jet.

### Ambassadrice auprès des Nations unies
Le 22 février 2019, le président Donald Trump la propose comme ambassadrice des États-Unis auprès des Nations unies. Le 31 juillet suivant, elle est confirmée par un vote du Sénat par 56 voix pour contre 34. Elle prend ses fonctions le 12 septembre.
Elle est considérée comme plus discrète que sa prédécesseure Nikki Haley. Pour éviter des conflits d'intérêts, son mari étant un industriel du secteur du charbon, elle promet de se tenir à distance des négociations ayant trait au climat. Son mandat prend fin le 20 janvier 2021.

### Candidature au gouvernorat du Kentucky
Le 16 mai 2023, Kelly Knight Craft se présente à la primaire républicaine pour l'élection du gouverneur du Kentucky le 7 novembre suivant. Elle termine en troisième place avec 17,2 % des voix.

### Vie privée
Elle est mariée à David S. Moross puis à Judson Knight. Depuis avril 2016, elle est remariée à l'homme d'affaires Joe Craft.